# 香港能仁專上學院

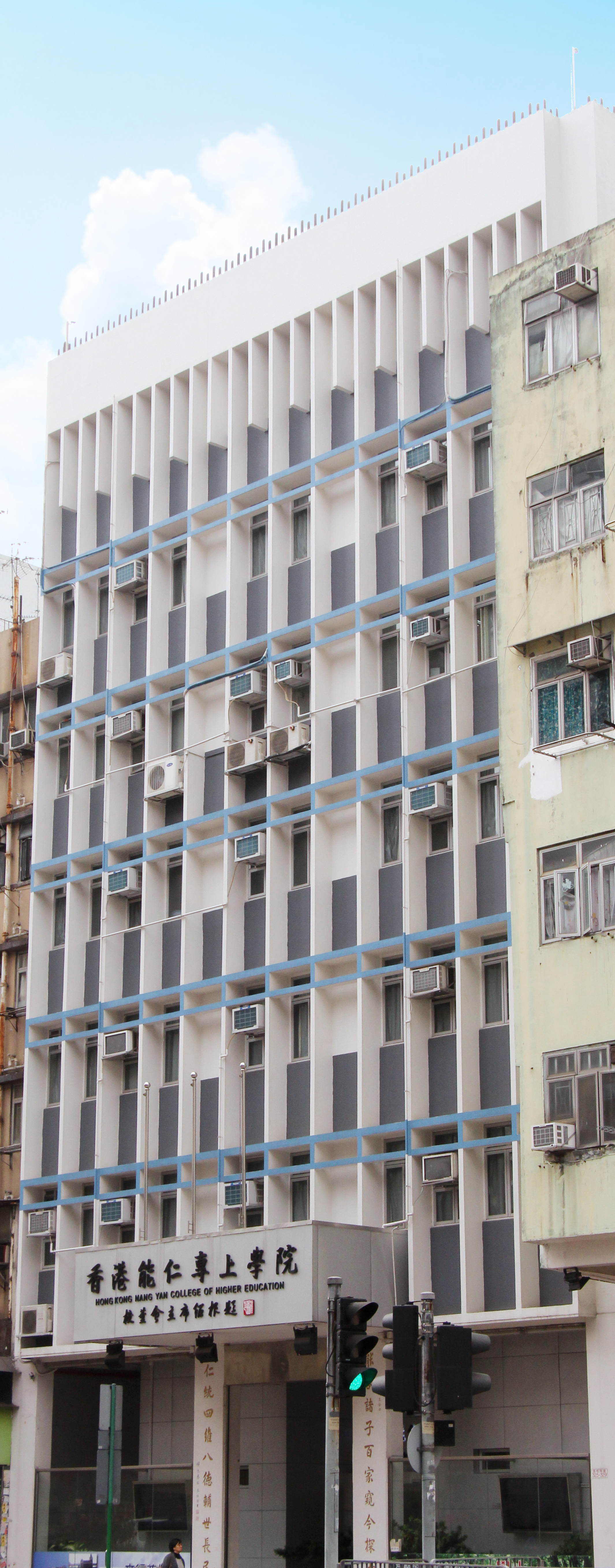
香港能仁專上學院荔枝角道校舍

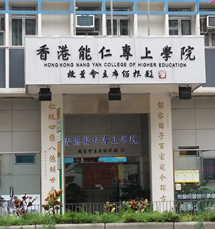
香港能仁專上學院

22°19′43″N 114°09′36″E / 22.32862°N 114.16006°E
香港能仁專上學院（英語：Hong Kong Nang Yan College of Higher Education），前身為成立於1968年的香港能仁書院（Hong Kong Buddhist College），為上市公司民生教育（港交所：1569）的私營院校，現任校董會主席為紹根長老。署任校長為汪國成教授。香港能仁專上學院經香港學術及職業資歷評審局批准於2014年9月起開辦資歷架構第五級 （學士學位）課程，並獲得行政長官會同行政會議核准頒授學位，成為香港第十八間可頒授本地認可四年全日制學士學位課程的專上院校。該學院設有文學院和專業學院。現時，該學院的自資學士包括主修中文和社會工作兩個課程。

## 歷史
1968年1月，香港佛教僧伽聯合會釋洗塵法師、釋寶燈法師等人決議在英屬香港成立佛教院校。早年以荃灣弘法精舍為校址，後再租借深水埗福華街單位作校舍。1969年4月，以「能仁書院」之名向香港政府申請註冊獲准。
1970年4月，購置深水埗醫局街物業1幢作校舍，並開設中學部（佛教英文書院）；同年5月，更名為「香港能仁書院」。1971年至1972年，4年制專上課程的學歷獲中華民國教育部認可為學士學位水準，在教育部以「私立能仁學院」名義註冊，並於荔枝角道建新校舍大樓（第二所校舍）及購置位於元州街豐祥大厦3/F的第3所校舍。1978年，增設哲學研究所，授予經中華民國教育部認可之碩士及博士學位文憑，於元洲街校舍授課。1988年，增設文史研究所。1991年，原來附設於能仁的佛教英文書院遷入大埔，易名佛教慧遠中學。
2011年4月，釋紹根法師出任校董會新主席，同年9月黃景波教授出任新校長一職，合力將香港能仁書院升格。2012年4月，獲香港學術及職業資歷評審局審批通過資歷架構第1、第2及第3級別課程的營辦資格。
2012年8月，獲香港學術及職業資歷評審局審批通過資歷架構第4級別課程的營辦資格。自2012年9月起，學院正式開辦四個2年全日制副學位課程（第四級別）。2013年9月，學院正式開辦1年全日制基礎專上教育文憑課程（第三級別）。2014年4月，獲香港學術及職業資歷評審局審批通過資歷架構第5級別課程的營辦資格。
2014年9月起，學院正式開辦兩個（中文及會計）4年全日制學士學位課程（第五級別）。2018年9月，學院正式開辦4年全日制社工榮譽學士學位課程（第五級別）。2019年9月，學院正式開辦2年全日制「健康管理及社會關懷」高級文憑課程（第四級別）。
2020年5月，黃景波教授離職，汪國成教授出任新校長一職（署理）。同年9月，社工榮譽學士學位課程收生滿額，成為社工學位課程一年级收生滿額的第三間自資院校。學院申辦的全日制護士學位課程（第五級別）已通過香港學術及職業資歷評審局初部審批，但在2021年9月被香港護士管理局否決（後來護管局又於2023年3月核准該學院營辦護理學學士課程）。
歷屆院長
白志忠1969至1982兼教務長
黃國芳1982至1983兼教務長
鍾應梅1983至1985周國正教務長
林庭翀(代)1985至1987兼教務長
宋哲美(代)1987兼教務長
吳敬基1987至1988蕭輝楷教務長
余迺永1988至1989
釋賢德1989至1992莫雲漢教務長
溫健華1992至1993
葉龍1993至？

## 課程

### 文憑
以下為獲評為資歷架構第3級課程，有效期至2019/20學年。
- 基礎專上教育文憑

### 自資學士課程
以下為獲評為資歷架構第5級之課程: 
- 2014/15學年起開設，有效期至2023/24學年 
  - 中文（榮譽）文學士
  - 會計（榮譽）工商管理學士
- 2018/19學年起開設，有效期至2022/23學年
  - 社會工作（榮譽）學士

### 尚待批准開辦的自資學士課程
- 護理學（榮譽）學士課程（已經通過香港護士管理局的認證，現正等待香港學術及職業資歷評審局和行政長官會同行政會議的最終批准）

### 小班教學
「小班教學」是該校的特色，跟其他專上院校相比，能仁學院的師生比例較高，有利採取小班教學，老師對同學的學習進度更了解，也使該校更能集中資源協助學生擴闊視野。

## 收生情況

### 全日制課程收生情況
參考傳媒及自資專上教育委員會公開資料，該校的全日制專上課程的第一年級收生人數如下：
| 學年    | 學士學位 | 銜接學位 | 副學位/高級文憑 | 收生總數 | 備註                                                        |
| ------- | -------- | -------- | --------------- | -------- | ----------------------------------------------------------- |
| 2012/13 | -        | -        | 12              | 12       | 佔預計收生人數（300人）的4％。                              |
| 2013/14 | -        | -        | 20              | 20       |                                                             |
| 2014/15 | 8        | 15       | 5               | 28       | [ 9 ]                                                       |
| 2015/16 | 25       | 13       | 12              | 50       | [ 10 ]                                                      |
| 2016/17 | 13       | 5        | -               | 18       | [ 11 ]                                                      |
| 2017/18 | 6        | 8        | -               | 14       | 副學位課程預計收40人，最後錄得「零收生」。                  |
| 2018/19 | 45       | -        | -               | 45       | [ 13 ]                                                      |
| 2019/20 | 30       | 1        | 0               | 31       | 副學位課程錄得「零收生」。                                  |
| 2020/21 | 48       | 2        | 7               | 57       | [ 15 ]                                                      |
| 2021/22 | 41       | 3        | 0               | 44       | 3個學士課程僅社工有足夠學生開班，副學位課程錄得「零收生」。 |
| 2022/23 | 34       | -        | 5               |          |                                                             |
| 2023/24 | 34       | 10       | -               |          |                                                             |

### 送iPad吸引學生
該校在2012年為副學士新生減費1萬港元吸引中學畢業生報讀，並免費「借出」價值3,888港元的iPad給學生，學生之後可用100港元的低價將這部 iPad 買走。結果，2012/13學年有12位新生入讀該校副學士課程。

### 勵志獎學金
為了增加收生，該院於2018/19學年推出「勵志獎學金」，持有DSE「33222」成績者（任何年份）而沒有學士學位者，可獲連續四年學費全免；而持有非DSE學歷而又達標者或本身已經持有任何學士學位者，可獲連續四年學費減半，減免優惠只限2018/19入學者。 結果，2018/19學年學士學位課程有 45位新生，比上一學年的學士學位新生（6人）大幅上升 650%。

## 財政狀况
能仁專上學院在2015-16年錄得高達 2,021 萬元赤字、在2016-17年虧損逾 1,800 萬。

## 地理位置
該校坐落於收入水平偏低的深水埗，這裏聚集了很多草根市民，只要在鄰近的北河街走一趟，便可體會這處的老人貧窮問題、新移民住屋需要、青少年學習障礙，還有吸毒者、少數族裔等的社會問題，可讓社工課程學生在學習過程中親身走進社區，更「貼地」了解和探索各類愈見複雜的社會問題。
「香港能仁專上學院」的課程結合「慈悲喜捨」與「關愛理論」，學院位處深水埗區對學生而言可因利成便，有更多誘因走進深水埗社區發掘各類社區問題，如舉辦「北河同行」派飯行動，在北河街派飯給貧苦大眾，在活動期間學生需要拍片紀錄，並在課堂上就不同個案進行分組討論及提出建議。

## 未來發展
「香港能仁專上學院」已取得香港資歷架構第一至五級（QF5）的營辦資格，並已通過學士學位的院校評審及課程甄審認可（包括社會工作、會計、中文、英文、數碼社交媒體營銷、人力資源管理及銀行及財經事務）。放眼末來，冀望成為一所非牟利的私立大學，邁向「香港能仁大學」，以慈悲精神培育香港年青人，做福社會。

### 升格大學計劃
該學院決心在2014至2019年增設一座國際水平的校舍，每年招收800名新生（但實際上，2014/15學年至2021/22學年，每年的全日制新生人數為 12 至 56 人；在2017-18學年，該校一年級新生只有6人），而且全日制學生人數要增至3000名學生（截至2018-19年，該學院全日制學士學位課程學生共有 86 人）。另外學院亦希望能2019至2027年期間成功升格為大學。為增進學生的專上教育體驗，能仁學院在放暑假期間為師生安排前往香港大學圖書館參觀的暑期活動。

## 外部連結
- 官方网站